# Salti in estensione

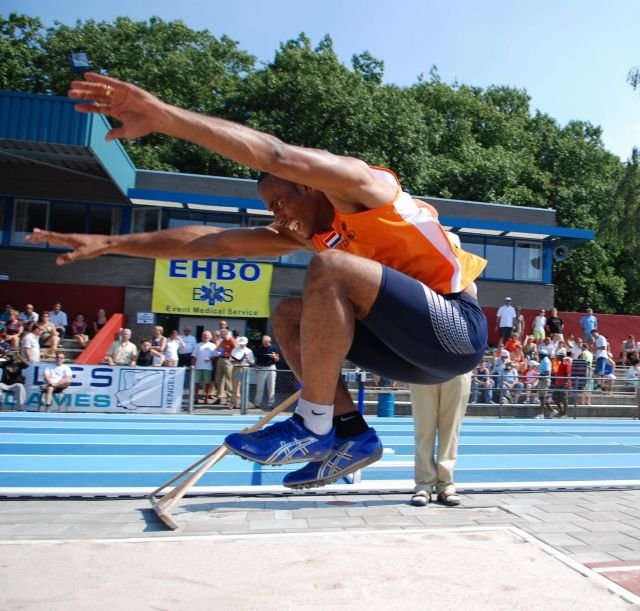
Un atleta nella fase di volo di un salto in estensione

Con salti in estensione si definiscono alcuni salti dell'atletica leggera che si caratterizzano dal fatto che l'atleta cerca di arrivare, dopo un'azione di stacco, nel punto più distante possibile. Sono due i salti che rientrano in questa definizione: il salto in lungo ed il salto triplo.
Il salto in lungo e il salto triplo hanno caratteristiche simili nella rincorsa e nella chiusura e diverse nello stacco e fasi di volo.

## L'allenamento
L'atleta si lancia col proprio corpo tramite un salto che è caratterizzato da:
- Velocità
- Entrata
- Uscita
- Capacità di esprimere forza in tempi millesimali

## Le fasi del salto
Rincorsa
- Lunghezza: varia secondo il sesso, la struttura fisica e la capacità d'accelerazione.
- Precisione
- Velocità (elemento di difficoltà): da sviluppare in modo progressivamente crescente
- Ritmo
- Tecnica di corsa: svolta in forma circolare, ad anche alte, a busto naturalmente eretto ed in decontrazione.

Stacco
Questa azione coinvolge la totalità del corpo e non solo l'arto di stacco.
- Azione degli arti, presa di contatto del piede al suolo
- Posizione del corpo al momento dello stacco
- Posizione del corpo al momento dell'abbandono

Diverso tra il lungo ed il triplo che prevede tre momenti: hop, step, jump
Volo
- Movimento e rotazione: essi hanno caratteristiche individuali e servono a mantenere l'equilibrio.

Atterraggio
- - Economia della chiusura.

## Obiettivi dell'allenamento giovanile
- Sviluppo dei presupposti della preparazione
- Controllo degli apprendimenti
- I test vanno eseguiti ogni 3/6 mesi, junior e senior alla fine della settimana di scarico

## I mezzi della preparazione di giovani saltatori
I balzi
Il balzo è il mezzo più specifico e importante e rappresenta anche un importante  mezzo addestrativo. Sotto l'aspetto condizionale agisce sulle varie espressioni di forza. Per una buona esecuzione bisogna porre particolarmente attenzione su:
- Appoggio del piede
- Azione arto libero
- Posizione del busto

La corsa
- Andature analitiche e tecniche di corsa
- Esercizi tecnici di corsa
- Partenze
- Corsa ampia, rapida, tecnica
- Corsa con ostacoli

Esercizi analitici di salto
- Imitativi di salto
- Andature di salto
- Salti con rincorsa breve
- Salti con rincorsa completa
- Rincorse

La forza
- Muscolazione generale e localizzata
- Esercitazioni per la forza massima
- Esercitazioni per la forza esplosiva
- Esercitazioni per la forza massima-veloce